# Martin Mendez
Martin Mendez (né le 6 avril 1978 en Uruguay) est le bassiste du groupe de death metal progressif Opeth. Il a également joué dans de nombreux groupes, certains avec son ami et ex-membre d'Opeth, le batteur Martin Lopez, comme Fifth to Infinity, Proxima, Vinterkrig et Requiem Aeternam. Au départ, les autres membres d'Opeth hésitaient à recruter Mendez car ils avaient peur que le groupe se scinde en deux, comme Mikael et Peter jouaient depuis longtemps ensemble, et que les deux Martin jouaient ensemble de leur côté. Néanmoins, ils tentèrent le coup, et Mendez rejoignit le groupe juste avant que l'enregistrement de My Arms, Your Hearse ne commence, mais il n'eut rien le temps de composer et se contenta de jouer les lignes de basse écrites par le guitariste-chanteur Mikael Åkerfeldt. Martin partit en tournée avec eux. Sa première vraie participation à Opeth fut sur l'album Still Life, et il fait partie du groupe depuis lors.
Mendez est très populaire parmi les fans d'Opeth pour sa présence charismatique, bien qu'il ne bouge pas beaucoup. Pendant les concerts d'Opeth, il est rare que Mendez dise le moindre mot, mais il agite souvent sa tête d'un mouvement qui lui est propre, le "nono-headbang", dont Åkerfeldt se moque souvent sur scène.

## Équipement

### Basses
- Fender Marcus Miller Signature Jazz Bass.
- Fender Sunburst Jazz bass American series.
- Fretless Fender Jazz Bass.
- Sandberg V Series Signature Martin Mendez

### Ampli
- Tête Ampeg SVT Classic et baffle 8x10.

## Discographie

### Avec Opeth
- 1999 - Still Life
- 2001 - Blackwater Park
- 2002 - Deliverance
- 2003 - Damnation
- 2005 - Ghost Reveries
- 2008 - Watershed
- 2011 - Heritage
- 2014 - Pale Communion
- 2016 - Sorceress
- 2019 - In Cauda Venenum
- 2024 - The Last Will and Testament